# Kazimierz Jasiński (historyk)
Kazimierz Aleksander Mikołaj Jasiński (ur. 12 grudnia 1920 w Jankowicach, zm. 8 sierpnia 1997 w Toruniu) – polski historyk specjalizujący się w historii średniowiecznej i genealog.

## Życiorys
W 1939 roku ukończył Gimnazjum i Liceum im. Jana III Sobieskiego w Grudziądzu.
Po wojnie podjął studia historyczne na Uniwersytecie Mikołaja Kopernika. W ich trakcie, w 1947 roku został zatrudniony na stanowisku młodszego asystenta na Wydziale Humanistycznym UMK. Studia ukończył w 1949 roku, rok później uzyskał stopień doktora nauk humanistycznych. Tematem pracy doktorskiej były Dzieje społeczno-polityczne Wielkopolski w latach 1250–1279, a promotorem Bronisław Włodarski. 
W 1958 roku uzyskał, na podstawie rozprawy Chronologia polska, tytuł naukowy docenta. W 1968 roku otrzymał tytuł profesora nadzwyczajnego, a w 1977 roku profesora zwyczajnego nauk humanistycznych.  
W latach 1957–1962 był kierownikiem Zakładu Nauk Pomocniczych Historii, w latach 1962–1969 kierował Katedrą Archiwistyki i Nauk Pomocniczych Historii, a od 1969 do 1986 roku Zakładem Nauk Pomocniczych Historii. 
W 1994 roku został członkiem korespondentem Polskiej Akademii Umiejętności. Był od 1991 członkiem honorowym Polskiego Towarzystwa Heraldycznego. Nagrodzony został jako pierwszy Medalem im. Oswalda Balzera (1980). Jako zasłużony nauczyciel akademicki został natomiast udekorowany Krzyżem Kawalerskim Orderu Odrodzenia Polski, Medalem Komisji Edukacji Narodowej i Medalem UMK.

## Wybrane publikacje
- Tragedia Rogozińska 1296 r. na tle rywalizacji wielkopolsko-brandenburskiej o Pomorze Gdańskie, „Zapiski Historyczne”, XXVI, 1961, z. 4.
- Rodowód Piastów śląskich, t. 1–3, Wrocław 1973, 1975, 1977 (jednotomowy reprint Kraków 2007)
- Rodowód pierwszych Piastów, Warszawa – Wrocław (1993, ISBN 83-85218-32-7)
- Genealogia Piastów wielkopolskich. Potomstwo Władysława Odonica, [w:] Kronika Miasta Poznania 1995
- Prace wybrane z nauk pomocniczych historii (1996, ISBN 83-231-0765-3)
- Kielich płocki wraz z pateną – dar księcia mazowieckiego Konrada I, [w:] Człowiek w społeczeństwie średniowiecznym, Warszawa 1997
- Genealogia księcia mazowieckiego Siemowita I, Prace Komisji Historycznej PTPN, T. 55, 1997
- Rodowód Piastów mazowieckich, Poznań-Wrocław 1998 (początkowo dostępna w zamkniętym obiegu, powszechnie dostępna od 2008)
- Rodowód Piastów małopolskich i kujawskich, Wrocław 2001, ISBN 83-913563-5-3[3]

## Życie prywatne
Jego synami są historyk Tomasz Jasiński i Grzymisław Jasiński.